# Paco León
Paco León (Sevilla, 4 oktober 1974) is een Spaans acteur, producer en regisseur.

## Biografie

### Carrière
León begon zijn carrière in 1999 en speelde al in meerdere films en tv-series mee. Hij werd echt bekend door het sketchprogramma Homo Zapping dat van 2003 tot 2005 liep. Van 2005 tot 2014 speelde hij de rol van Luisma García García in de langlopende sitcom Aída.In 2006 speelde en regisseerde hij ook de komische serie Ácaros, echter werd dit niet gesmaakt door het publiek en werd de serie voortijdig afgevoerd. Hij speelde ook al enkele hoofdrollen in films. In 2016 regisseerde hij de romantische komedie Kiki, el amor se hace, waarin hij zelf ook meespeelde. De film werd voor verscheidene prijzen genomineerd.
In 2018 speelde hij de rol van María José Riquelme in de Mexicaanse Netflix-serie La Casa de las Flores. Hierin speelt hij een transgender die voorheen als María José door het leven ging en nu terugkeert als vrouw.

### Privé-leven
Zijn moeder Carmina Barrios is ook actrice, evenals zijn zus María. León kreeg in 2010 een dochter met regisseur Anna Rodriguez en is openlijk biseksueel. In 2013 kreeg hij veel media-aandacht toen hij beloofde om een naaktfoto van zichzelf te posten als hij 1 miljoen volgers op Twitter zou hebben. Die kreeg hij in oktober 2013 waarop hij zijn belofte waarmaakte.
- Biblioteca Nacional de España: XX1700023
- Bibliothèque nationale de France: cb16208239v (data)
- Catàleg d'autoritats de noms i títols de Catalunya: 981058510775606706
- Gemeinsame Normdatei: 1037453344
- International Standard Name Identifier: 0000 0000 8066 1247
- Library of Congress Control Number: no2012063784
- Nationale Bibliotheek van Israël: 987012412316905171
- Système universitaire de documentation: 173114121
- Virtual International Authority File: 122219312
- WorldCat: E39PBJhmPGjhtdX7VpRwy4jXBP